# Myrianida crassicirrata
Myrianida crassicirrata är en ringmaskart som beskrevs av Hartmann-Schröder 1965. Myrianida crassicirrata ingår i släktet Myrianida och familjen Syllidae. Inga underarter finns listade i Catalogue of Life.